# Romina Weber
Romina Weber (* 3. Juni 1988 in Kassel) ist eine deutsche Schauspielerin.
Weber spielte 2001 bis 2004 die Hauptrolle Dorothee „Doro“ Schatz in der vierten Staffel der Fernsehserie Schloss Einstein (Folge 143–293). Danach trat sie noch in einigen Fernsehfilmen als Nebenrolle auf, bevor sie ein Studium begann. Dieses schloss sie 2011 erfolgreich ab und arbeitet nun ebenfalls im künstlerischen Bereich.